# Юкноом-Їч'аак-К'ак
Юкноом-Їч'аак-К'ак (9 жовтня 649 — 701) — ахав Канульського царства з 686 до 701 року.

## Життєпис
Походив зі Зміїної династії. Син калоомте Юкноом-Ч'еєна II. Народився в день 9.10.16.16.19, 3 Кавак 2 Кех (9 жовтня 649 року). У 662 році відбулася церемонії його ініціації у місті Яша'. Наприкінці правління свого батька відігравав провідну роль в державі. У 686 році успадкував трон.
В день 9.12.13.17.7 6 Манік' 5 Сіп (6 квітня 686 року) відбулася церемонія його інтронізації. В перші роки зумів зберегти володіння, що успадкував від батька — Південне Мутульське царство, Сааль, Сак-Нікте. Незабаром Канульське царство починає втрачати свої позиції. Водночас напочатку 690-х років Південний Мутуль відійшов від значної підтримки Кануля.
Водночас Юкноом-Їч'аак-К'ак спонукав ахавів Саальського царства на виступ проти Мутульського царства, яке за Хасав-Чан-К'авііля I почало відроджуватися. Зрештою Юкноом-Їч'аак-К'ак з військом виступив проти Мутуля. Вирішальна битва відбулася в день 9.13.3.7.18, 11 Ец'наб 11 Ч'еєн (8 серпня 695 року), в якій Юкноом-Їч'аак-К'ак зазнав нищівної поразки, в результаті втратив священний паланкін — йахавман.
На деякий час він вимушений був залишити столицю Чіікнааб, але невдовзі повернувся. Стосовно нового статусу Юкноом-Їч'аак-К'ака існують протиріччя: одні вважають його васалом Мутуля, інші — незалежним ахавом. Перша версія більш правдоподібна, оскільки мутульці намагалися посадити на канульський трон якогось Чохота (або Хінаахата). Проте Юкноом-Їч'аак-К'ак швидко переміг останнього, посівши трон. Після цього встановив стели 115 і 116 як знак своєї самостійності.
Усі ці події відбилися на здоров'ї Юкноом-Їч'аак-К'ака, який помер у 701 році. У 1997 році його знайдено в Похованні 4. Трон успадкував його син Юкноом-Ток'-К'авііль.